# 仏教文学
仏教文学（ぶっきょうぶんがく）は、仏典の文学的要素を含む話柄や、仏教を題材とする文学作品のことである。また仏典そのものを示す場合もある。

## 概要
仏教文学の明確な定義については諸説ある。ただし、経典や論疏そのものに文学的価値があるため、それらを包括して仏教文学とする意見もあれば、文学の作品内に仏教的要素があるもののみを指して仏教文学とするという見方もある。そのような諸説をまとめると、仏教文学は次のものとされることが一般的である。
1. 経・律・論とその註疏 (聖典であるので単に文学とは見なされない場合もある)
2. 説話・往生伝・高僧伝・寺社縁起
3. 作り物語・軍記・謡曲・御伽草子
4. 仮名草子から近現代小説までの創作
5. 韻文 (礼讃・和讃・漢詩・和歌・俳句など)
6. 唱導文 (講式・願文・表白・諷誦・祭文など)
7. 随筆・紀行類
8. 祖師・高僧の法語類
9. 1の仏教聖典のうち、阿含経典類の偈頌、釈尊伝や仏前世の本生譚、『法華経』の比喩譚、『華厳経』の善材、童子遍歴譚など。

視野を広げれば、次のような、芸能と密接に関わる分野も仏教文学の対象となることがある。
1. 変文の講唱
2. 変相図・高僧伝・寺社縁起の絵解き
3. 平家琵琶
4. 説経浄瑠璃
5. 節談説教